# شهر پزشکی حمد
شهر پزشکی حمد یک منطقهٔ مسکونی درمانی در قطر است که در شهرداری دوحه واقع شده‌است. شهر پزشکی حمد ۰٫۶۵ کیلومتر مربع مساحت دارد ۲۱ متر بالاتر از سطح دریا واقع شده‌است.